# 注音符號

以直式書寫的「百科全書」

注音符號，原名注音字母，簡稱注音，是標準漢語標音系統之一，以章太炎編創的「紐文」、「韻文」為藍本，1912年由中華民國教育部制定、1918年正式發佈，1930年改為現名。經過百年演變，現有37個字母（聲母21個、介音3個及韻母13個）。中華民國自建國之初以來一直以注音符號為國語（現代標準漢語）的主要拼讀工具，也是小學國語教育必修內容。中华人民共和国則一直使用至1958年推行漢語拼音方案前夕。

## 歷史

### 前身
清朝末年，自1892年起出現漢語發音教育的革命，許多知識份子研擬漢字的拼音符號系統，稱為「切音字運動」，此運動出現許多套改造漢字的方案。其中，章太炎的「紐文」與「韻文」方案後來成為注音符號的前身。章太炎在1906年6月之後，第3次避難日本，他成為當時日本同盟會的機關報《民報》的主編。在1908年6月10日出版的《民报》第21號，刊登章太炎的〈駁中國用萬國新語說〉一文，文中發表他創造的36個「紐文」，22個「韻文」，是為今日注音符號的前身。因為當時的中國漢字仍是用二千年以來的「反切」方法，用漢字為漢字注音，相當不便。章太炎模仿日語假名「簡化偏旁」的辦法，利用漢字小篆的結構，創造一套記音字母。

### 名稱由來
「注音」二字意謂註譯漢字的發音。清末時期的「切音字」到中華民國初年公布時，名稱變成「注音字母」的原因，據時任教育部「讀音統一會」議長的吳稚暉的解釋，是為了避開造字的嫌疑，表示此一方案是專門為了「注譯讀音」而設計。當時參加會議的切音字家王照則表示：「…專為白話教育計，絕非為讀古書注音…。」「讀音」的意思，即讀舊書之音註也。

### 制訂
1912年，中華民國教育部召開臨時教育會議，通過「採用注音字母案」。1913年教育部召開讀音統一會，通過馬裕藻、朱希祖、錢稻孫、許壽裳、周樹人等人的提案，以他們的老師章太炎所創造的「紐文」、「韻文」為基礎，從該方案中選取15個字母：「ㄇㄈㄅㄌㄏㄕㄊㄙㄧㄩㄛㄟㄠㄥㄢ」，再改造部分漢字得出23個字母，另外造一字母「ㄦ」，共計39個。

### 演變過程

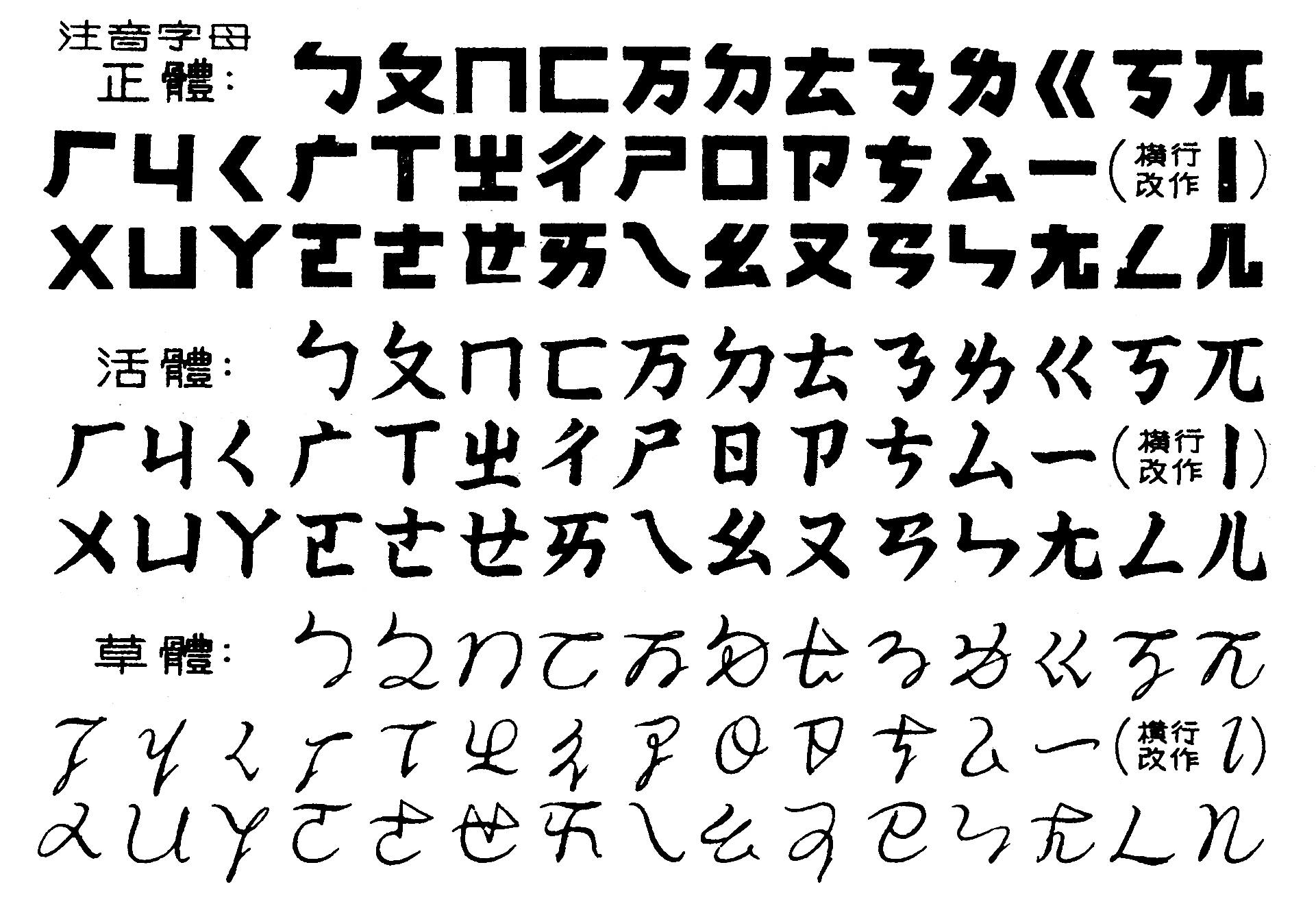
注音的正体（黑体），活体（楷体）和草体（草书）形态

在1918年，中華民國教育部正式公佈注音字母，初次公告的注音字母及其順序大致依三十六字母的傳統，以「見溪」開始，「來日」結束。字母的順序規定如下：
| 聲母                                             | 介音   | 韻母                     |
| ------------------------------------------------ | ------ | ------------------------ |
| ㄍㄎㄫㄐㄑㄬㄉㄊㄋㄅㄆㄇㄈㄪㄗㄘㄙㄓㄔㄕㄏㄒㄌㄖ | ㄧㄨㄩ | ㄚㄛㄝㄟㄞㄠㄡㄢㄤㄣㄥㄦ |

1919年的順序調整
重新排定注音字母，廢棄原本36字母的次序，以語音歸類的方式，依發音部位排列並分組，即：
| 聲母       | 聲母     | 聲母     | 聲母     | 聲母     | 聲母   | 介音   | 韻母   | 韻母     | 韻母     | 韻母 |
| ---------- | -------- | -------- | -------- | -------- | ------ | ------ | ------ | -------- | -------- | ---- |
| ㄅㄆㄇㄈㄪ | ㄉㄊㄋㄌ | ㄍㄎㄫㄏ | ㄐㄑㄬㄒ | ㄓㄔㄕㄖ | ㄗㄘㄙ | ㄧㄨㄩ | ㄚㄛㄝ | ㄞㄟㄠㄡ | ㄢㄣㄤㄥ | ㄦ   |

1920年正式增加字母「ㄜ」
1920年，官方正式公布增字母「ㄜ」排列於「ㄛ」之後，注音字母共計達40個。
1922年修改聲調符號標示位置
注音字母的聲調符號原為舊式的四聲點法，在字母的左下、左上、右上、右下四角加點，以標示四聲符號（平、上、去、入）。1922年教育部公布「注音字母書法體式表」時，為方便橫行連寫，聲調符號（ˊ ˇ ˋ）改標在注音字母右方。
1928年再次更動次序
將「ㄧ、ㄨ、ㄩ」的位置改列在「ㄦ」的後面。
1930年改稱「注音符號」
1930年1月，吳稚暉到北平召開國語統一籌備會第一次年會並擔任主席，建議將「注音字母」的名稱改為「注音符號」。同年4月21日，吳稚暉在中國國民黨中央第88次常會發表〈改定注音字母名稱為注音符號及推行辦法案〉，提案指出：「教育部前頒注音字母……其於音理之整齊畫一，實勝于假名。惟其功用，亦不過或注字音，或注語音，足當音注而已；與假名相同，僅適注音，不合造字，稱為字母，名不副實，……日本稱為假名者，名即謂獨體之簡單初文，假則謂其代音而已，不作文字論。猶言此為傳音之記號也。可以注音字母，亦宜改稱為注音符號，以昭核實。」此案於當日通過。教育部於同年5月19日以483號訓令，令各級教育機關將注字母改稱為注音符號。
1932年廢棄「ㄪ、ㄬ、ㄫ」3個注音符號，增加輕聲符號(˙)
1932年5月7日，教育部正式以新國音取代老國音，即以北京音為標準，本來的三個注音符號「ㄪ」（v）、「ㄬ」（gn）及「ㄫ」（ng）不再使用，後標註為只作拼寫方言之用。注音符號表成為現在使用的形式：
| 聲母     | 聲母     | 聲母   | 聲母   | 聲母     | 聲母   | 介音   | 韻母     | 韻母     | 韻母     | 韻母 |
| -------- | -------- | ------ | ------ | -------- | ------ | ------ | -------- | -------- | -------- | ---- |
| ㄅㄆㄇㄈ | ㄉㄊㄋㄌ | ㄍㄎㄏ | ㄐㄑㄒ | ㄓㄔㄕㄖ | ㄗㄘㄙ | ㄧㄨㄩ | ㄚㄛㄜㄝ | ㄞㄟㄠㄡ | ㄢㄣㄤㄥ | ㄦ   |

1932年教育部在「編定《國音常用字彙》特組會議」時決定，為了便利說明，添補一個注音符號「ㄭ」，作為「ㄓ、ㄔ、ㄕ、ㄖ、ㄗ、ㄘ、ㄙ」七個聲母單獨成音節時的省略韻母。另外有三個注音符號「ㆭ」（-ng）、「ㆬ」（-m）、「ㄯ」（-n），用作解釋聲隨韻母（ㄢ、ㄣ、ㄤ、ㄥ）時使用。「ㄤ」解作「ㄚ+ㆭ」、「ㄥ」解成「ㄜ+ㆭ」、「ㄢ」爲「ㄚ+ㄯ」、「ㄣ」是「ㄜ+ㄯ」；同理，複韻母「ㄞ」解為「ㄚ+ㄧ」、「ㄠ」是「ㄚ+ㄨ」。「ㆭ、ㆬ、ㄯ」絕少單獨使用，「嗯」常唸作「˙ㄣ」，也有人唸成「˙ㄯ」。但以上符號只作為發音輔助說明用，未列入正式符號表中。

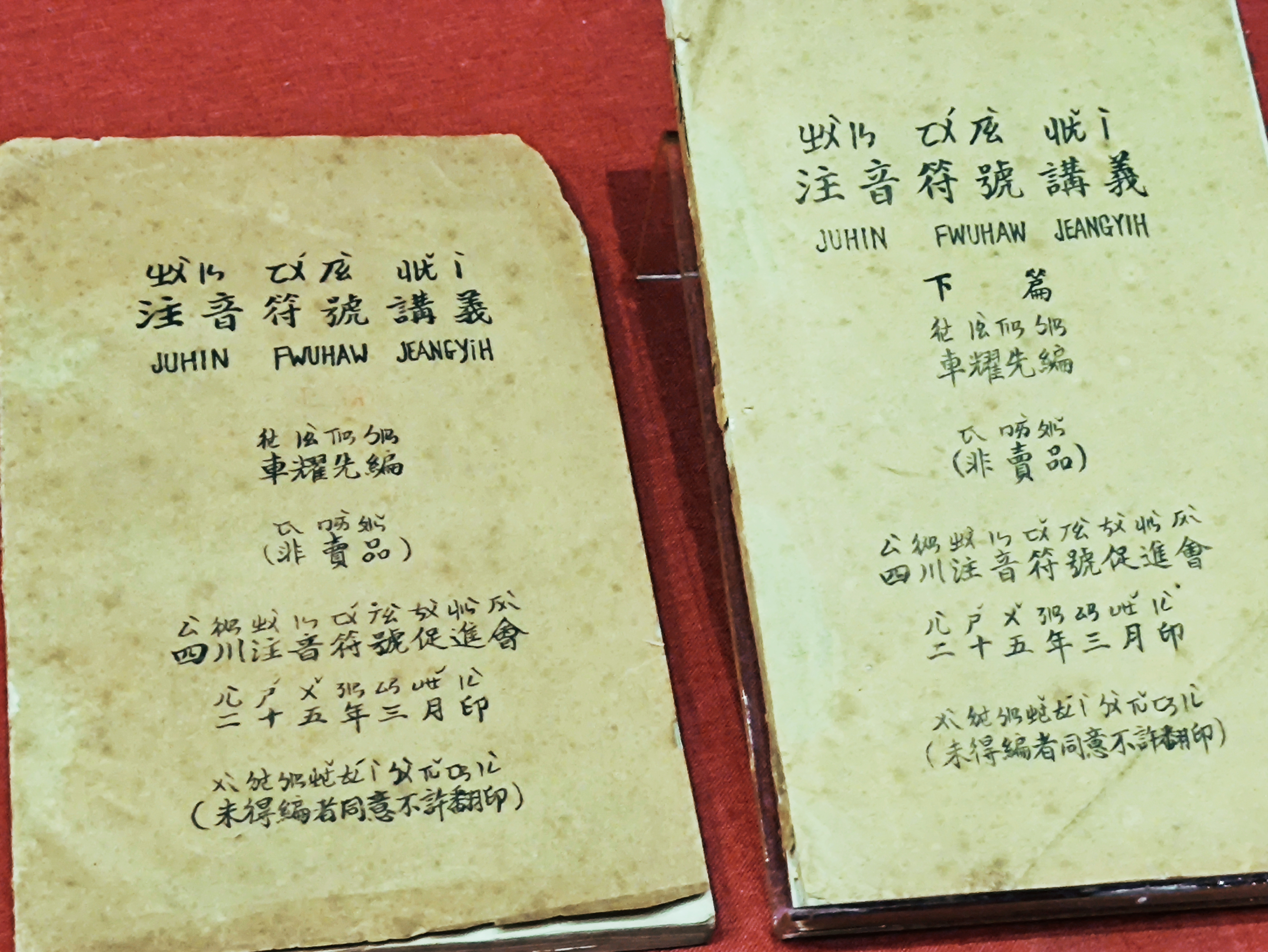
车耀先《注音符号讲义》，1936年3月四川注音符号促进会出版，藏重庆三峡博物馆

1986年，中華民國教育部公佈羅馬字拼寫的「注音符號第二式」，注音符號因此又稱為「第一式」。

### 使用現況
在臺灣，小學生學習漢字前，必須上十週的注音符號教學課，也有不少幼兒園亦已經教授。日常生活中，注音符號既用來標注生僻字，亦是台灣最普遍的漢字輸入法，多數電腦使用者均熟練使用。
在闽南話、客家話的教學上，也有使用增加符號的方音拼寫方案。
在中國大陸，學校一般不教、民間也不使用注音符號，但是一些字典、词典會以汉语拼音、注音符号并列使用的方式為字词注音，如《新华字典》、《现代汉语词典》等。2021年中國大陸網易公司推出的手機遊戲《天諭》，將注音符號當成遊戲中「汐族」使用的精靈語，還引起大陆玩家翻譯研究與破解。
至於香港和澳門地區，絕大多數人口以粵語爲母語，多数人不认识注音符号，以注音输入作为常用键字工具的比較罕見。

## 注音符號系統

### 注音符號表
中華民國國民小學教育所使用的注音符號表為傳統中文的直排。順序由上而下、由右而左。
| 韻母     | 韻母   | 韻母   | 韻母   | 介音 | 聲母   | 聲母   | 聲母     | 聲母   | 聲母     | 聲母 | 國語注音符號 |
| -------- | ------ | ------ | ------ | ---- | ------ | ------ | -------- | ------ | -------- | ---- | ------------ |
| ㄦ       | ㄢ     | ㄞ     | ㄚ     | ㄧ   | ㄗ     | ㄓ     | ㄐ       | ㄍ     | ㄉ       | ㄅ   | 國語注音符號 |
|          | ㄣ     | ㄟ     | ㄛ     | ㄨ   | ㄘ     | ㄔ     | ㄑ       | ㄎ     | ㄊ       | ㄆ   | 國語注音符號 |
|          | ㄤ     | ㄠ     | ㄜ     | ㄩ   | ㄙ     | ㄕ     | ㄒ       | ㄏ     | ㄋ       | ㄇ   | 國語注音符號 |
|          | ㄥ     | ㄡ     | ㄝ     |      |        | ㄖ     |          |        | ㄌ       | ㄈ   | 國語注音符號 |
| 卷舌韵母 | 鼻韵母 | 复韵母 | 单韵母 | 介音 | 平舌音 | 翹舌音 | 舌面前音 | 舌根音 | 舌尖中音 | 唇音 | 國語注音符號 |

### 符號字源及發音
| 聲母         | 聲母 | 聲母 | 聲母 | 聲母 | 聲母        | 聲母      | 聲母        | 聲母                    | 聲母 |
| 注音         | 圖檔 | 原型 | 字源 | 筆順 | 國際 音標   | 漢語 拼音 | 威妥瑪 拼音 | 例子 （注音，漢語拼音） | 發音 |
| ------------ | ---- | ---- | --- | ---- | ----------- | --------- | ----------- | ----------------------- | ---- |
| ㄅ           |      | 勹   | 「包」之古字，取其聲。                                                                                            |      | p           | b         | p           | 八 (ㄅㄚ, bā)           | ㄅⓘ  |
| ㄆ           |      | 攵   | 同「攴」。說文解字：「小擊也。」音同「扑」。又做「扑」的通假字。                                                    |      | pʰ          | p         | pʻ          | 杷 (ㄆㄚˊ, pá)          | ㄆⓘ  |
| ㄇ           |      | 冖   | 「冪」之古字，取其聲。                                                                                            |      | m           | m         | m           | 馬 (ㄇㄚˇ, mǎ)          | ㄇⓘ  |
| ㄈ           |      | 匚   | 《說文》：「匚，受物之器。」古代盛器，音ㄈㄤ，取其聲。                                                                |      | f           | f         | f           | 法 (ㄈㄚˇ, fǎ)          | ㄈⓘ  |
| ㄉ           |      | 𠚣   | 「刀」字異體，來自其小篆（），取其聲。                                                                            |      | t           | d         | t           | 地 (ㄉㄧˋ, dì)          | ㄉⓘ  |
| ㄊ           |      | 𠫓   | 同「突」（倒「子」形：「𠫓」、「子 」），取其聲。                                                                 |      | tʰ          | t         | tʻ          | 提 (ㄊㄧˊ, tí)          | ㄊⓘ  |
| ㄋ           |      | 𠄎   | 「乃」字異體，取其聲。                                                                                            |      | n           | n         | n           | 你 (ㄋㄧˇ, nǐ)          | ㄋⓘ  |
| ㄌ           |      | 𠠲   | 「力」字異體，取其聲。                                                                                            |      | l           | l         | l           | 利 (ㄌㄧˋ, lì)          | ㄌⓘ  |
| ㄍ           |      | 巜   | 說文解字：「水流澮澮也。」。同「澮」字，音ㄍㄨㄞˋ，取其聲。                                                              |      | k           | g         | k           | 告 (ㄍㄠˋ, gào)         | ㄍⓘ  |
| ㄎ           |      | 丂   | 象樹枝形，「柯」之初文，音同「考」，亦為「考」之聲符，取其聲。                                                    |      | kʰ          | k         | kʻ          | 考 (ㄎㄠˇ, kǎo)         | ㄎⓘ  |
| ㄏ           |      |      | 非「廠」之簡化字，部首名，說文解字：「山石之厓巖，人可居。」，音ㄏㄢˇ，取其聲。                                          |      | x / h       | h         | h           | 好 (ㄏㄠˇ, hǎo)         | ㄏⓘ  |
| ㄐ           |      | 丩   | 「糾」之古字，取其聲。                                                                                            |      | t͡ɕ          | j         | ch          | 叫 (ㄐㄧㄠˋ, jiào)      | ㄐⓘ  |
| ㄑ           |      | 𡿨   | 說文解字：「水小流也。」。「畎」字異體，田間水道，音ㄑㄩㄢˇ，取其聲。                                                    |      | t͡ɕʰ         | q         | chʻ         | 巧 (ㄑㄧㄠˇ, qiǎo)      | ㄑⓘ  |
| ㄒ           |      | 丅   | 「下」之古字，取其聲。                                                                                            |      | ɕ           | x         | hs          | 小 (ㄒㄧㄠˇ, xiǎo)      | ㄒⓘ  |
| ㄓ           |      | 𡳿   | 「之」之古字（），取其聲。                                                                                        |      | ʈ͡ʂ          | zh        | ch          | 主 (ㄓㄨˇ, zhǔ)         | ㄓⓘ  |
| ㄔ           |      | 彳   | 《正字通》：「左步為『彳』，右步為『亍』，合『彳、亍』為『行』。」，音ㄔˋ取其聲。                                    |      | ʈ͡ʂʰ         | ch        | chʻ         | 出 (ㄔㄨ, chū)          | ㄔⓘ  |
| ㄕ           |      | 𡰣   | 「尸」字異體，取其聲。                                                                                              |      | ʂ           | sh        | sh          | 束 (ㄕㄨˋ, shù)         | ㄕⓘ  |
| ㄖ           |      | 日   | 「日」字異體，取其聲。                                                                                            |      | ʐ / ɻ       | r         | j           | 入 (ㄖㄨˋ, rù)          | ㄖⓘ  |
| ㄗ           |      | 卩   | 「節」之古字，老國音時讀尖音（入聲），取其聲；新國音尖團合流後聲母才改為。                                        |      | t͡s          | z         | ts          | 在 (ㄗㄞˋ, zài)         | ㄗⓘ  |
| ㄘ           |      | 𠀁   | 「七」之《說文》小篆（），老國音時讀尖音（入聲），取其聲；新國音尖團合流後聲母才改為。                            |      | t͡sʰ         | c         | tsʻ         | 才 (ㄘㄞˊ, cái)         | ㄘⓘ  |
| ㄙ           |      | 厶   | 「私」之古字，取其聲。                                                                                            |      | s           | s         | s           | 塞 (ㄙㄞ, sāi)          | ㄙⓘ  |
| 介音/韻母    |      |      | |      |             |           |             |                         |      |
| 注音         | 圖檔 | 原型 | 字源 | 筆順 | 國際 音標   | 漢語 拼音 | 威妥瑪 拼音 | 例子 （注音，漢語拼音)  | 發音 |
| ㄧ           |      | 一   | 源自數字的「一」，取其韻。 橫排時可寫成一豎「」，尤其大陸地區多用一豎之形。                                       |      | j / i       | y / i     | i           | 逆 (ㄋㄧˋ, nì)          | ㄧⓘ  |
| ㄨ           |      | 㐅   | 「五」之古字，取其韻。                                                                                            |      | w / u       | w / u     | u           | 努 (ㄋㄨˇ, nǔ)          | ㄨⓘ  |
| ㄩ           |      | 𠙴   | 《說文》：「𠙴盧，飯器，以柳爲之。象形。」，音，即「去」（）之聲符（下半部）。取其韻。                            |      | ɥ / y       | yu / ü    | ü           | 女 (ㄋㄩˇ, nǚ)          | ㄩⓘ  |
| 韻母         |      |      | |      |             |           |             |                         |      |
| 注音         | 圖檔 | 原型 | 字源 | 筆順 | 國際 音標   | 漢語 拼音 | 威妥瑪 拼音 | 例子 （注音，漢語拼音)  | 發音 |
| 單音韻母     |      |      | |      |             |           |             |                         |      |
| ㄚ           |      | 丫   | 《廣韻》：「丫，象物開之形。物之歧頭曰丫。」取其韻。                                                              |      | ä           | a         | a           | 大 (ㄉㄚˋ, dà)          | ㄚⓘ  |
| ㄛ           |      | 𠀀   | 同「呵」，取其韻。原本ㄛ、ㄜ視為同音位，後分出ㄜ。                                                                |      | o / ɔ       | o         | o           | 多 (ㄉㄨㄛ, duō)        |      |
| ㄜ           |      | ㄮ   | 「ㄛ」之轉化，由「ㄛ」添筆而成，為後來新加。                                                                      |      | ɤ / ə       | e         | ê           | 得 (ㄉㄜˊ, dé)          | ㄜⓘ  |
| ㄝ           |      | 𠃒   | 「也」之異體，《說文》：「，秦刻石『也』字。」取其韻。                                                            |      | ɛ           | ê         | eh          | 爹 (ㄉㄧㄝ, diē)        | ㄝⓘ  |
| 複音韻母     |      |      | |      |             |           |             |                         |      |
| ㄞ           |      | 𠀅   | 即「ㄚㄧ」。「亥」之異體，取其韻。                                                                                |      | ai̯          | ai        | ai          | 晒 (ㄕㄞˋ, shài)        | ㄞⓘ  |
| ㄟ           |      | 乀   | 即「ㄝㄧ」。《字彙》：「丿右戾譌左，乀左戾譌右，𠀤非。」，讀作ㄈㄟ，取其韻。                                          |      | ei̯          | ei        | ei          | 誰 (ㄕㄟˊ, shéi)        |      |
| ㄠ           |      |      | 即「ㄚㄨ」。「幺」，小也，細也，音ㄧㄠ，取其韻。                                                                      |      | ɑu̯          | ao        | ao          | 少 (ㄕㄠˇ, shǎo)        | ㄠⓘ  |
| ㄡ           |      | 又   | 即「ㄛㄨ」。「又」字小篆（）為右手之象形，取其韻。                                                                |      | ou̯          | ou        | ou          | 收 (ㄕㄡ, shōu)         |      |
| ㄢ           |      | 𢎘   | 即「ㄚㄯ」。截取「圅」（函）字上方。 《說文》：「𢎘，艸木之華未發圅然。」，音ㄏㄢˋ，取其韻。                             |      | an          | an        | an          | 山 (ㄕㄢ, shān)         | ㄢⓘ  |
| ㄣ           |      | 𠃑   | 即「ㄜㄯ」。今字作「隱」，匿也，為「𠃊」字小篆楷化而來。取其韻。                                                  |      | ən          | en        | ên          | 申 (ㄕㄣ, shēn)         | ㄣⓘ  |
| ㄤ           |      | 𡯁   | 即「ㄚㆭ」。腳跛也，小篆（）形如跛了一腳而彎曲， 《玉篇·尢部》：「𡯁，跛、曲脛也。」，音ㄨㄤ，取其韻。                |      | ɑŋ          | ang       | ang         | 上 (ㄕㄤˋ, shàng)       |      |
| ㄥ           |      | 𠃋   | 即「ㄜㆭ」。同「肱」，截取「厷」而來，如人胳臂彎曲模樣， 《說文》段玉裁注：「ㄥ，古文厷，象形，象曲肱。」取其韻。 |      | ɤŋ / əŋ     | eng       | êng         | 生 (ㄕㄥ, shēng)        |      |
| 兒化韻母     |      |      | |      |             |           |             |                         |      |
| ㄦ           |      |      | 截取「兒」而來。本為「人」之異體。 隸變後，「人」位於下方作「儿」形，「兒」亦從之。取其韻。                                 |      | ɑɻ / ɐɚ̯ / ɚ | er        | êrh         | 而 (ㄦˊ, ér)            | ㄦⓘ  |
| 老國音用聲母 |      |      | |      |             |           |             |                         |      |
| 注音         | 圖檔 | 原型 | 字源 | 筆順 | 國際 音標   | 漢語 拼音 | 威妥瑪 拼音 | 例子 （注音，漢語拼音)  | 發音 |
| ㄪ           |      |      | 從「萬」古代簡體字「万」，取其聲。 「万」不僅是「萬」大陸簡化字，也是自戰國以來的簡體字，曾和「萬」是大小寫關係。           |      | v           | v         | v           |                         |      |
| ㄫ           |      | 兀   | 《說文》：「高而上平也。」取其聲。                                                                                |      | ŋ           | ng        | ng          | 嗯 (˙ㄫ, ˙ㄣ)           |      |
| ㄬ           |      |      | 《說文》：「因厂（崖）為屋也。」取其聲。非「廣」之簡化。                                                              |      | ɲ(ȵ)        | gn        | gn          |                         |      |
| 其他注音     |      |      | |      |             |           |             |                         |      |
| 注音         | 圖檔 | 原型 | 字源 | 筆順 | 國際 音標   | 漢語 拼音 | 威妥瑪 拼音 | 例子 （注音，漢語拼音)  | 發音 |
| ㄭ           |      |      | 截取「師」的右側，取其韻，只作解釋聲隨韻母之用，一般狀況不會寫出來。 本字「帀」為「匝」的異體字。                   |      | ʅ(ɨ)、ɿ(ɯ)  | -i        | ih、ŭ       |                         |      |
| ㆬ           |      | ㄇ   | 「ㄇ」多加一筆直豎表示閉口韻韻尾，只作解釋聲隨韻母之用，已停止使用。                                              | -    | m̩           | m         | m           | 山姆                    |      |
| ㄯ           |      | ㄋ   | 「ㄋ」多加一筆直豎表示前鼻韻母韻尾，只作解釋聲隨韻母之用，已停止使用。                                            | -    | n̩           | n         | n           |                         |      |
| ㆭ           |      | ㄫ   | 「ㄫ」多加一筆直豎表示後鼻韻母韻尾，只作解釋聲隨韻母之用，已停止使用。                                            | -    | ŋ̍           | ng        | ng          |                         |      |

### 聲調
注音聲調採用黎錦暉的提案：四聲調號標在韻母右上角，而輕聲在直寫時則是標在整個字音上頭，橫寫時標在整個字音前頭。輕聲只是將字輕讀，一般而言不列入四聲。
| 名稱 | 陰平聲     | 陽平聲 | 上聲 | 去聲 | 輕聲 |
| 順序 | 一聲       | 二聲   | 三聲 | 四聲 | 輕聲 |
| 符號 | ˉ 通常不標 | ˊ      | ˇ    | ˋ    | ˙    |

轻声点号原为老国音的入声。
1922年教育部公布《注音字母書法體式》三種（印刷體、楷體、草體），遇到拼音相同的字且有分別五聲之必要時，可將聲調符號標示在韻母上。因北京語無入聲，其聲調律動另有表示法。
| 名稱 | 陰平聲                   | 陽平聲 | 上聲 | 去聲 | 入聲 |
| ---- | ------------------------ | ------ | ---- | ---- | ---- |
| 符號 | 無號 重讀或延長讀時可用ˉ | ˊ      | ˇ    | ˋ    | ˙    |

| 音 | 陰平聲 | 陽平聲 | 上聲 | 去聲 |
| -- | ------ | ------ | ---- | ---- |
| 高 | –      | ◜      | ◞    | ◝    |
| 中 |        | ◜      | ◞    | ◝    |
| 低 |        |        |      |      |

1935年教育部通過並公布黎錦熙草擬的《注音符號印刷體式》（分為漢字旁注與獨立用），保留了四聲符號，除了陰平聲不標示，陽平聲、上聲及去聲皆標示於注音右上角空白處。

### 寫法
依照中華民國教育部於1935年規定，注音符號的「ㄧ」在直寫時要寫成〈一〉、而橫寫時寫成〈丨〉。依据《國音字母標準體式》内提及的印刷体标准，〈一〉字橫寫時寫成〈丨〉是为了避免与破折号相混。另外，〈一〉的铅字在当时一般作其他符号的二分之一，排版时需要挤压以避免「ㄧ」的上下或左右留有太多空白；横排时使用〈丨〉形才可让注音符号进行挤压。台灣國語教育一般使用直寫，故在台灣一般人並沒學過〈丨〉，在橫寫時亦寫成〈一〉。但為因應電腦化，要輸入直的〈丨〉較為困難，故2000年，橫式以寫成〈一〉為原則，亦可寫成〈丨〉；另外早期电子排版难以进行挤压，因此台湾也废除了「ㄧ」的字形框是其他注音符号的二分之一的条例。中國大陸由於提倡橫寫，故字典等採用的注音符號字型，都固定造成〈丨〉的形狀。下為瓶子兩字的排列方法：
|  |  |
|  |  |

|  |  |  |  |

|  |  |
|  |  |

## 系統特徵及對應
注音符號訴求系統性採用底层形式標音，而非實際唸法的表层形式。故某些特殊符號組合時會有音變現象，一般人不注意並不會發覺，代表腦中已有一個音韻規則。注音符號中的音變現象及與漢語拼音、威妥瑪拼音有差異的音節表列如下：
| 注音               | 國際音標    | 漢語拼音    | 威妥瑪拼音  | 說明 |
| ------------------ | ----------- | ----------- | ----------- | --- |
| 整體音節的音變比較 |             |             |             | |
| ㄅㄛ               | pu̯ɔ         | bo          | po          | 「ㄅ、ㄆ、ㄇ、ㄈ」和「ㄛ」原本有「ㄅㄨㄛ」、「ㄆㄨㄛ」、「ㄇㄨㄛ」、「ㄈㄨㄛ」的拼法，但國音修正後將「ㄨ」去除，但部分地區口音依舊保留「ㄨ」的發音。如：柏（ㄅㄛˊ）、婆（ㄆㄛˊ）、魔（ㄇㄛˊ）、佛（ㄈㄛˊ）。 |
| ㄆㄛ               | pʰu̯ɔ        | po          | pʻo         | 「ㄅ、ㄆ、ㄇ、ㄈ」和「ㄛ」原本有「ㄅㄨㄛ」、「ㄆㄨㄛ」、「ㄇㄨㄛ」、「ㄈㄨㄛ」的拼法，但國音修正後將「ㄨ」去除，但部分地區口音依舊保留「ㄨ」的發音。如：柏（ㄅㄛˊ）、婆（ㄆㄛˊ）、魔（ㄇㄛˊ）、佛（ㄈㄛˊ）。 |
| ㄇㄛ               | mu̯ɔ         | mo          | mo          | 「ㄅ、ㄆ、ㄇ、ㄈ」和「ㄛ」原本有「ㄅㄨㄛ」、「ㄆㄨㄛ」、「ㄇㄨㄛ」、「ㄈㄨㄛ」的拼法，但國音修正後將「ㄨ」去除，但部分地區口音依舊保留「ㄨ」的發音。如：柏（ㄅㄛˊ）、婆（ㄆㄛˊ）、魔（ㄇㄛˊ）、佛（ㄈㄛˊ）。 |
| ㄈㄛ               | fu̯ɔ         | fo          | fo          | 「ㄅ、ㄆ、ㄇ、ㄈ」和「ㄛ」原本有「ㄅㄨㄛ」、「ㄆㄨㄛ」、「ㄇㄨㄛ」、「ㄈㄨㄛ」的拼法，但國音修正後將「ㄨ」去除，但部分地區口音依舊保留「ㄨ」的發音。如：柏（ㄅㄛˊ）、婆（ㄆㄛˊ）、魔（ㄇㄛˊ）、佛（ㄈㄛˊ）。 |
| ㄅㄥ               | pɤŋ / pʊŋ   | beng        | peng        | 「ㄅ、ㄆ、ㄇ、ㄈ」和「ㄥ」原本有「ㄅㄨㄥ」、「ㄆㄨㄥ」、「ㄇㄨㄥ」、「ㄈㄨㄥ」的拼法，但國音修正後將「ㄨ」去除，但部分地區口音依舊讀作「ㄅㄨㄥ」/pʊŋ/、「ㄆㄨㄥ」/pʰʊŋ/、「ㄇㄨㄥ」/mʊŋ/、「ㄈㄨㄥ」/fʊŋ/。如：蹦（ㄅㄥˋ）、碰（ㄆㄥˋ）、夢（ㄇㄥˋ）、鳳（ㄈㄥˋ）。                                                                     |
| ㄆㄥ               | pʰɤŋ / pʰʊŋ | peng        | pʻêng       | 「ㄅ、ㄆ、ㄇ、ㄈ」和「ㄥ」原本有「ㄅㄨㄥ」、「ㄆㄨㄥ」、「ㄇㄨㄥ」、「ㄈㄨㄥ」的拼法，但國音修正後將「ㄨ」去除，但部分地區口音依舊讀作「ㄅㄨㄥ」/pʊŋ/、「ㄆㄨㄥ」/pʰʊŋ/、「ㄇㄨㄥ」/mʊŋ/、「ㄈㄨㄥ」/fʊŋ/。如：蹦（ㄅㄥˋ）、碰（ㄆㄥˋ）、夢（ㄇㄥˋ）、鳳（ㄈㄥˋ）。                                                                     |
| ㄇㄥ               | mɤŋ / mʊŋ   | meng        | mêng        | 「ㄅ、ㄆ、ㄇ、ㄈ」和「ㄥ」原本有「ㄅㄨㄥ」、「ㄆㄨㄥ」、「ㄇㄨㄥ」、「ㄈㄨㄥ」的拼法，但國音修正後將「ㄨ」去除，但部分地區口音依舊讀作「ㄅㄨㄥ」/pʊŋ/、「ㄆㄨㄥ」/pʰʊŋ/、「ㄇㄨㄥ」/mʊŋ/、「ㄈㄨㄥ」/fʊŋ/。如：蹦（ㄅㄥˋ）、碰（ㄆㄥˋ）、夢（ㄇㄥˋ）、鳳（ㄈㄥˋ）。                                                                     |
| ㄈㄥ               | fɤŋ / fʊŋ   | feng        | fêng        | 「ㄅ、ㄆ、ㄇ、ㄈ」和「ㄥ」原本有「ㄅㄨㄥ」、「ㄆㄨㄥ」、「ㄇㄨㄥ」、「ㄈㄨㄥ」的拼法，但國音修正後將「ㄨ」去除，但部分地區口音依舊讀作「ㄅㄨㄥ」/pʊŋ/、「ㄆㄨㄥ」/pʰʊŋ/、「ㄇㄨㄥ」/mʊŋ/、「ㄈㄨㄥ」/fʊŋ/。如：蹦（ㄅㄥˋ）、碰（ㄆㄥˋ）、夢（ㄇㄥˋ）、鳳（ㄈㄥˋ）。                                                                     |
| ㄓ                 | ʈʂ͡ɨ / ʈʂʅ   | zhi         | chih        | 「ㄓ、ㄔ、ㄕ、ㄖ、ㄗ、ㄘ、ㄙ」與韻母「ㄭ」結合時，韻母不寫出，一般人會覺得該韻母是「空韻」。如：制（ㄓˋ）、赤（ㄔˋ）、是（ㄕˋ）、日（ㄖˋ）、字（ㄗˋ）、次（ㄘˋ）、四（ㄙˋ）。事實上「ㄭ」韻有兩種不同的發音，而且這兩種音的具體發音和音標在學界仍有爭議，詳見ㄭ條目。兩種音在注音符號與漢語拼音中皆結合為一種，威妥瑪拼音中仍分為兩種。 |
| ㄔ                 | ʈʂ͡ʰɨ / ʈʂʰʅ | chi         | chʻih       | 「ㄓ、ㄔ、ㄕ、ㄖ、ㄗ、ㄘ、ㄙ」與韻母「ㄭ」結合時，韻母不寫出，一般人會覺得該韻母是「空韻」。如：制（ㄓˋ）、赤（ㄔˋ）、是（ㄕˋ）、日（ㄖˋ）、字（ㄗˋ）、次（ㄘˋ）、四（ㄙˋ）。事實上「ㄭ」韻有兩種不同的發音，而且這兩種音的具體發音和音標在學界仍有爭議，詳見ㄭ條目。兩種音在注音符號與漢語拼音中皆結合為一種，威妥瑪拼音中仍分為兩種。 |
| ㄕ                 | ʂ͡ɨ / ʂʅ     | shi         | shih        | 「ㄓ、ㄔ、ㄕ、ㄖ、ㄗ、ㄘ、ㄙ」與韻母「ㄭ」結合時，韻母不寫出，一般人會覺得該韻母是「空韻」。如：制（ㄓˋ）、赤（ㄔˋ）、是（ㄕˋ）、日（ㄖˋ）、字（ㄗˋ）、次（ㄘˋ）、四（ㄙˋ）。事實上「ㄭ」韻有兩種不同的發音，而且這兩種音的具體發音和音標在學界仍有爭議，詳見ㄭ條目。兩種音在注音符號與漢語拼音中皆結合為一種，威妥瑪拼音中仍分為兩種。 |
| ㄖ                 | ʐ͡ɨ / ɻʅ     | ri          | jih         | 「ㄓ、ㄔ、ㄕ、ㄖ、ㄗ、ㄘ、ㄙ」與韻母「ㄭ」結合時，韻母不寫出，一般人會覺得該韻母是「空韻」。如：制（ㄓˋ）、赤（ㄔˋ）、是（ㄕˋ）、日（ㄖˋ）、字（ㄗˋ）、次（ㄘˋ）、四（ㄙˋ）。事實上「ㄭ」韻有兩種不同的發音，而且這兩種音的具體發音和音標在學界仍有爭議，詳見ㄭ條目。兩種音在注音符號與漢語拼音中皆結合為一種，威妥瑪拼音中仍分為兩種。 |
| ㄗ                 | ʦ͡ɯ / ʦɿ     | zi          | tsŭ         | 「ㄓ、ㄔ、ㄕ、ㄖ、ㄗ、ㄘ、ㄙ」與韻母「ㄭ」結合時，韻母不寫出，一般人會覺得該韻母是「空韻」。如：制（ㄓˋ）、赤（ㄔˋ）、是（ㄕˋ）、日（ㄖˋ）、字（ㄗˋ）、次（ㄘˋ）、四（ㄙˋ）。事實上「ㄭ」韻有兩種不同的發音，而且這兩種音的具體發音和音標在學界仍有爭議，詳見ㄭ條目。兩種音在注音符號與漢語拼音中皆結合為一種，威妥瑪拼音中仍分為兩種。 |
| ㄘ                 | ʦ͡ʰɯ / ʦʰɿ   | ci          | tsʻŭ        | 「ㄓ、ㄔ、ㄕ、ㄖ、ㄗ、ㄘ、ㄙ」與韻母「ㄭ」結合時，韻母不寫出，一般人會覺得該韻母是「空韻」。如：制（ㄓˋ）、赤（ㄔˋ）、是（ㄕˋ）、日（ㄖˋ）、字（ㄗˋ）、次（ㄘˋ）、四（ㄙˋ）。事實上「ㄭ」韻有兩種不同的發音，而且這兩種音的具體發音和音標在學界仍有爭議，詳見ㄭ條目。兩種音在注音符號與漢語拼音中皆結合為一種，威妥瑪拼音中仍分為兩種。 |
| ㄙ                 | s͡ɯ / sɿ     | si          | ssŭ         | 「ㄓ、ㄔ、ㄕ、ㄖ、ㄗ、ㄘ、ㄙ」與韻母「ㄭ」結合時，韻母不寫出，一般人會覺得該韻母是「空韻」。如：制（ㄓˋ）、赤（ㄔˋ）、是（ㄕˋ）、日（ㄖˋ）、字（ㄗˋ）、次（ㄘˋ）、四（ㄙˋ）。事實上「ㄭ」韻有兩種不同的發音，而且這兩種音的具體發音和音標在學界仍有爭議，詳見ㄭ條目。兩種音在注音符號與漢語拼音中皆結合為一種，威妥瑪拼音中仍分為兩種。 |
| 組合韻母的音變比較 |             |             |             | |
| ㄧㄡ               | jou̯ / i̯ou̯   | you / iu    | you / iu    | 實際上無音變現象，拼音採用省略寫法。 |
| ㄨㄟ               | wei̯ / u̯ei̯   | wei / ui    | wei / ui    | 實際上無音變現象，拼音採用省略寫法。 |
| ㄨㄣ               | wən / u̯ən   | wen / un    | wên / un    | 實際上無音變現象，拼音採用省略寫法。 |
| ㄧㄢ               | jɛn / i̯ɛn   | yan / ian   | yen / ien   | 結合時產生 [a] -> [ɛ] 的音變，威妥瑪拼音較接近實際發音。 |
| ㄩㄢ               | ɥɛn / y̯ɛn   | yuan / uan  | yüan / üan  | 結合時產生 [a] -> [ɛ] 的音變，注音與拼音皆未反映此現象。 |
| ㄧㄣ               | jin / in    | yin / in    | yin / in    | 「ㄣ」做單獨韻母時發音為 [ən]，但與介母「ㄧ」、「ㄩ」結合時僅發 [n]。 |
| ㄩㄣ               | ɥyn / yn    | yun / ün    | yün / ün    | 「ㄣ」做單獨韻母時發音為 [ən]，但與介母「ㄧ」、「ㄩ」結合時僅發 [n]。 |
| ㄧㄥ               | jiŋ / iŋ    | ying / ing  | ying / ing  | 「ㄥ」做單獨韻母時發音為 [ɤŋ]，但與介母「ㄧ」結合時僅發 [ŋ]。 |
| ㄨㄥ               | wɤŋ         | weng        | wêng        | 在1941年的中華新韻中，獨立成音節時（如：翁 ㄨㄥ）和與聲母相拼時（如：東 ㄉㄨㄥ）屬不同韻目，發音也有所不同。注音符號並未區分此一差異，但在拼音中皆有分別。 |
| ㄨㄥ               | ʊŋ          | ong         | ung         | 在1941年的中華新韻中，獨立成音節時（如：翁 ㄨㄥ）和與聲母相拼時（如：東 ㄉㄨㄥ）屬不同韻目，發音也有所不同。注音符號並未區分此一差異，但在拼音中皆有分別。 |
| ㄩㄥ               | jʊŋ / i̯ʊŋ   | yong / iong | yung / iung | 先讀「ㄧ」再讀「ㄨㄥ」，此時「ㄨㄥ」發[ʊŋ]，如：用（ㄩㄥˋ）、窮（ㄑㄩㄥˊ）。 |

注音與拼音系統其他相異之處還有：
- 如果「ㄧ、ㄨ、ㄩ」為音節之開頭音時，需增加或改寫成「y、w」以符合拼音的規則。
- 「ㄦ」在單一音節寫作「er」或「êrh」，但作兒化韻尾時僅寫「r」。

## 擴展符號
注音符號主方案爲國語而設計。基於漢語族下各種漢語的注音需求，國語統一籌備委員會1932年四月出版了《注音符號總表》，由趙元任擔任主編，以注音符號為基礎修改，增加40個符號，稱作「閏音符號」，用來為各種漢語注音。委員會並為各個漢語族語言設立其分表，例如在「廣州閏音分表」上所載的，就是專門拼寫粵語的粵語注音符號方案。見下表「閏音符號」欄。
中华人民共和国建立後，各地人民政府在1950年代頒佈了多種漢語的新注音方案，用於農民速成識字課本。1954年中国文字改革委员会出版了《全国主要方言区方音对照表》，記錄各區的方音注音符號。與注音符號總表相比，此方案修改了一些符號，一些無須對立、可視作同一音位的符號被取消。例如粵語聲母「、」被取消，改為標記作「ㄐ、ㄑ、ㄒ」，以節省閏音符號。有些複音韻母的符號也被取消，改用兩個或多個符號組合出來。見下表「方音符號」欄。
此外，在闽南話、客家話的教學上，臺灣省國語推行委員會另外增添新符號以能拼讀這些「鄉土語言」，稱之為「臺灣方音符號」。當中有不少發音雖早已有適用的閏音符號，但添製者並沒有沿用，而是另行新造。見下表「臺灣方音」欄。此外，中華民國的連江縣政府也在教育部指導下推出馬祖閩東(福州)話注音符號，亦見下表「臺灣方音」欄。
人們還把注音符號運用到漢語以外。澳大利亞內地會傳教士胡致中於1920年代在爐山縣旁海爲當地的黑苗（Hmu）創製的文字，借用了注音字母、並添加了三個輔助子音字母，來直接拼寫旁海苗語的發音，稱為「注音字母苗文」。

### 漢語族語言擴充符號
| 閏音符號       | 方音符號 | 臺灣方音 | 國際音標     | 說明 |
| 聲母           | 聲母     | 聲母     | 聲母         | 聲母 |
| -------------- | -------- | -------- | ------------ | --- |
|                |          |          | b、bʱ        | 蘇州「孛、袍」，廈門「馬、明」，松江、浦東「旁、排」，臺灣「文、木」之聲母。 |
|                |          |          | pf           | 「ㄅㄈ」的合音。西安「朱」之聲母。 |
|                |          |          | pfʰ          | 「ㄆㄈ」的合音。西安「初」之聲母。 |
|                |          |          | β            | 馬祖閩東(福州)話方音裏，元音韻尾後字的/p/和/pʰ/變作/β/，標作「」。閏音符號則以「ㄪ」兼標/β/和/fɦ/。 |
|                |          |          | d、dʱ        | 蘇州「特、同、定」之聲母。 |
|                |          |          | ɬ、l̥         | 台山「三、四」之聲母。 |
|                |          |          | ʈ            | 咸陽、醴陸「眞」之聲母。 |
|                |          |          | ʈʰ           | 咸陽「昌」之聲母。 |
|                |          |          | g、gʱ        | 蘇州「共、狂」，廈門「我、礙」，臺灣「義、鵝」之聲母。 |
|                |          |          | ʔ            | 台山「大、東、典」之聲母，由端母變成，跟零聲母對立。若它與零聲母不對立，則從省。 |
|                |          |          | ɦ、ɣ         | 蘇州「鞋、合、孩、胡、王」之聲母。 |
|                |          |          | dʑ、dʑʱ、tɕʰ | 蘇州「其、及、強」，寧波「前、乾」，臺灣「日、二」之聲母。 |
|                |          |          | ʑ、ɕʰ        | 寧波「紹、袖」之聲母。 |
|                |          |          | jʱi          | 蘇州「夷、樣、餘」；餘姚「謝、夜」之聲母。 |
|                |          |          | ɖʐ、tʂʰ      | 常熟「治、成、長」之聲母。 |
|                |          |          | ʂʰ、ʐ        | 蘇州「樹、善、紹」之聲母。 |
|                |          |          | tʃ           | 臨淄「知、張、征」之聲母。台灣方音於客家話標為ㄓ。 |
|                |          |          | tʃʰ          | 臨淄「池、長、恥」之聲母。台灣方音於客家話標為ㄔ。 |
|                |          |          | ʃ            | 臨淄「試、聲、上」之聲母。台灣方音於客家話標為ㄕ。 |
|                |          |          | ʒ            | 廣州、東台ㄧ韻母有時讀成近似這類音，在中國很少當聲母用。另外，在馬祖閩東(福州)話方音裏，元音及鼻音韻尾後字的/ts/和/tsʰ/變作/ʒ/，標作「ㄖ」。 |
|                |          |          | dz、dzʱ、tsʰ | 吳江「慈、情」，常州「治、直」之聲母。 |
|                |          |          | z、ʂʰ        | 臨淄「試、聲、上」之聲母。 |
|                |          |          | tʃˢ          | 這一組音性質跟「、」相近，但發音部位較前一點，用於粵語。實際粵音則爲/tʃ/與/ts/、/tʃʰ/與/tsʰ/、/ʃ/與/s/的同音位自由變異。例子包括：：廣州西關「茲、正、精」，福州「寂、即」之聲母。：廣州西關「此、扯、菜」，福州「七、此」之聲母。：廣州西關「四、書、山」之聲母。 |
|                |          |          | tʃˢʰ         | 這一組音性質跟「、」相近，但發音部位較前一點，用於粵語。實際粵音則爲/tʃ/與/ts/、/tʃʰ/與/tsʰ/、/ʃ/與/s/的同音位自由變異。例子包括：：廣州西關「茲、正、精」，福州「寂、即」之聲母。：廣州西關「此、扯、菜」，福州「七、此」之聲母。：廣州西關「四、書、山」之聲母。 |
|                |          |          | ʃˢ           | 這一組音性質跟「、」相近，但發音部位較前一點，用於粵語。實際粵音則爲/tʃ/與/ts/、/tʃʰ/與/tsʰ/、/ʃ/與/s/的同音位自由變異。例子包括：：廣州西關「茲、正、精」，福州「寂、即」之聲母。：廣州西關「此、扯、菜」，福州「七、此」之聲母。：廣州西關「四、書、山」之聲母。 |
|                |          |          | kʷ           | 「ㄍㄨ」的合音。廣州「龜、瓜、拐」之聲母。 |
|                |          |          | kʰʷ          | 「ㄎㄨ」的合音。廣州「窺、誇、愧」之聲母。 |
| 聲母（含韻腹） |          |          |              | |
|                |          |          | ɦ(i)         | 溫州「羊、蠅」，浙江「羊、癢、營」之聲母及韻腹。 |
|                |          |          | ɦ(u)         | 浙江「霧、午、完」之聲母及韻腹。 |
|                |          |          | ɦ(y)         | 溫州「維、營、完」之聲母及韻腹。 |
| 韻母           |          |          |              | |
| 單音韻母       |          |          |              | |
|                |          |          | ʅ            | 南京、北京「ㄓ、ㄔ、ㄕ、ㄖ」之韻。其國際音標在漢語言學界之中通用，但卻未能被國際音標接受，新說有/ʐ̩/、/ɻᶤ/、/ɻ̩/、/ɨ/等。此外也有用「ㄖ」表示的用法，但很罕见。 |
|                |          |          | ɿ            | 南京、北京「ㄗ、ㄘ、ㄙ」之韻。其國際音標在漢語言學界之中通用，但卻未能被國際音標接受，新說有/z̩/、/z̞ᵚ/、/ɹ̩/、/ɯ/等。 |
|                |          |          | ʉ            | 「ㄨ」與「ㄩ」之間的混元音。溫州「布、募」之韻母。 |
|                |          |          | ʮ、ʯ         | 咸陽「如、書、蘇」，常州「如、豬」，黃陂「諸、出」之韻母。 |
|                |          |          | ɐ、ă         | 蘇州「押、格、麥」，常州「押、鴨」之韻母；廣州「矮、歐、心、失」之韻腹。 |
|                |          |          | a            | 蘇州「鴨、襪」，臨淄「班、敢」之韻母。有需要與/ɑ/區分時才使用。 |
|                |          |          | ɔ、ɔ˘        | 蘇州「落、各、惡」，常熟「落、搏」之韻母。 |
|                |          |          | o            | 浦東「屋、叔」，溫州「巴、沙」，常熟「卜、六」之韻母。 |
|                |          |          | ə、ə̆         | 蘇州「厄」，南京「熱、墨」，松江「合、蛤」之韻母。 |
|                |          |          | œ、ɵ、ø      | 上海「安、端」，廣州「靴、鋸」，蘇州「亂、寒」，餘姚「谷、目」之韻母；廣州「居、恤」之韻腹。另外，在馬祖閩東(福州)話方音裏，/ø/標作「」。 |
|                |          |          | e            | 寧波「哀、來、賽」，上海「半、南」之韻母。如有兩種「ㄝ」音，不圓唇的用「ㄝ」，圓唇的用「」。否則以用「ㄝ」號爲原則。 |
|                |          |          | ɛ、æ         | 浙江「班、談」之韻母。 |
| 複音韻母       |          |          |              | |
|                |          |          | am、ɑm       | 即「ㄚㆬ」。廣州「咸、藍、衫」，嘉應州「凡、減」之韻母。 |
|                |          |          | om、ɔm       | 即「ㄛㆬ」、「ㆦㆬ」。廣州老派「甘、磡」，臺灣內埔「參、掩」之韻母。 |
|                |          |          | on、ɔn       | 即「ㄛㄯ」、「ㆦㄯ」。廣州「安、幹、寒」之韻母。也可用於/õ/、/ɔ̃/。 |
|                |          |          | ouŋ、ɔŋ      | 即「ㄛㆭ」、「ㆦㆭ」、「ㄚㄛㆭ」。廣州「霜、郎、江」、福州「湯、寸」之韻母。也可用於ɑ̃。 |
|                |          |          | uŋ、ʊŋ、oŋ   | 即「ㄨㆭ」。溫州「風、紅、洞」之韻母。 |
| 鼻化韻母       |          |          |              | |
|                |          |          | ã            | 閏音符號中，若/ã/、/an/無對立，可用「ㄢ」，如無錫話「三」之韻。 |
|                |          |          | ãĩ           | 臺灣同安「閒、歹」之韻母。 |
|                |          |          | ãũ           | 臺灣「喓」之韻母。 |
|                |          |          | ɑ̃            | 蘇州「盎、邦、黨、裝」之韻母。 |
|                |          |          | ɛ̃、æ̃         | 閏音符號中，當無對立時以用「ㄝ」號爲原則，鼻化韻亦同。吳守禮認為在臺灣話漳腔中，過去曾有/ɛ̃/與/ẽ/，故臺灣方音分二符。臺灣「嬰、病」之韻母。 |
|                |          |          | ẽ            | 閏音符號中，當無對立時以用「ㄝ」號爲原則，鼻化韻亦同。吳守禮認為在臺灣話漳腔中，過去曾有/ɛ̃/與/ẽ/，故臺灣方音分二符。臺灣「嬰、病」之韻母。 |
|                |          |          | ẽĩ           | 南京「天、點、見、千」之韻母。 |
|                |          |          | ĩ            | 臺灣「天、院」之韻母。 |
|                |          |          | ɔ̃、õ、ø̃      | 長沙「寬、觀」，揚州「潘、管」，常州「參、亂」，紹興「官、換」，臺灣「好、否」之韻母。 |
|                |          |          | ũ            | 臺灣「鴦、張」之韻母。 |
| 音節化韻母     |          |          |              | |
|                |          |          | l̩            | 杭州「兒」，臨淄「二、耳」之音節。 |
|                |          |          | m̩            | 廣州「唔」之音節、「噷」之韻母。 |
|                |          |          | n̩            | 湖州「二」，蘇州「唔」之音節。 |
|                |          |          | ŋ̍            | 蘇州語音、廣州「五、吳」之音節；廣州「哼」之韻母。 |
| 輔音韻尾       |          |          |              | |
|                |          |          | -m           | 表中以「ㄝ」元音為例，「ㄝ」可換作其他元音符號。 |
|                |          |          | -n           | 表中以「ㄝ」元音為例，「ㄝ」可換作其他元音符號。 |
|                |          |          | -ŋ           | 表中以「ㄝ」元音為例，「ㄝ」可換作其他元音符號。 |
|                |          |          | -p、-p̚       | 表中以「ㄝ」元音為例，「ㄝ」可換作其他元音符號。 |
|                |          |          | -t、-t̚       | 表中以「ㄝ」元音為例，「ㄝ」可換作其他元音符號。 |
|                |          |          | -k、-k̚       | 表中以「ㄝ」元音為例，「ㄝ」可換作其他元音符號。 |
|                |          |          | -ʔ           | 表中以「ㄝ」元音為例，「ㄝ」可換作其他元音符號。 |

## 電腦支援

### 編碼與Unicode
臺灣和中國大陸的流行電腦編碼，均有收錄現代標準漢語的37個注音符號。臺灣的Big5把注音符號收錄在A3區段（注音符號內碼為A374-A3BA，調號為A3BB-A3BF），中國大陸的GB 2312-80則收錄在08區段（EUC-CN內碼為0xA8C5-0xA8E9，調號另行收錄）。
在Unicode方面，自1.0版即收錄了40個注音符號（包括ㄪ、ㄫ、ㄬ）在 U+3105-U+312C。「ㄭ」在過往各版本的Unicode均未收錄。在2008年4月發行的Unicode5.1 版，把「ㄭ」放到U+312D。後來再陸續加上「ㄮ」和「ㄯ」。
| 注音符號 Bopomofo[1][2] Unicode聯盟官方碼表（PDF）  |    |    |    |    |    |    |    |    |    |    |    |    |    |    |    |    |
|                                                     | 0  | 1  | 2  | 3  | 4  | 5  | 6  | 7  | 8  | 9  | A  | B  | C  | D  | E  | F  |
| U+310x                                              |    |    |    |    |    | ㄅ | ㄆ | ㄇ | ㄈ | ㄉ | ㄊ | ㄋ | ㄌ | ㄍ | ㄎ | ㄏ |
| U+311x                                              | ㄐ | ㄑ | ㄒ | ㄓ | ㄔ | ㄕ | ㄖ | ㄗ | ㄘ | ㄙ | ㄚ | ㄛ | ㄜ | ㄝ | ㄞ | ㄟ |
| U+312x                                              | ㄠ | ㄡ | ㄢ | ㄣ | ㄤ | ㄥ | ㄦ | ㄧ | ㄨ | ㄩ | ㄪ | ㄫ | ㄬ | ㄭ | ㄮ | ㄯ |
| 註釋 1.^ 依據 Unicode 13.0 2.^ 灰色區域爲未編配碼位 |    |    |    |    |    |    |    |    |    |    |    |    |    |    |    |    |

1999年9月發佈的Unicode 3.0版，加入U+31A0至U+31BF的注音符號擴展區，增加了臺語方音符號及注音字母苗文，比如閩南話音節的「ㆭ、ㆬ」被正式訂為閩南話方音符號，載入Unicode注音符號擴展區用字:
| 注音符號擴展 Bopomofo Extended[1][2] Unicode聯盟官方碼表（PDF） |    |    |    |    |    |    |    |    |    |    |    |    |    |    |    |    |
|                                                                 | 0  | 1  | 2  | 3  | 4  | 5  | 6  | 7  | 8  | 9  | A  | B  | C  | D  | E  | F  |
| U+31Ax                                                          | ㆠ | ㆡ | ㆢ | ㆣ | ㆤ | ㆥ | ㆦ | ㆧ | ㆨ | ㆩ | ㆪ | ㆫ | ㆬ | ㆭ | ㆮ | ㆯ |
| U+31Bx                                                          | ㆰ | ㆱ | ㆲ | ㆳ | ㆴ | ㆵ | ㆶ | ㆷ | ㆸ | ㆹ | ㆺ | ㆻ | ㆼ | ㆽ | ㆾ | ㆿ |
| 註釋 1.^ 依據 Unicode 13.0                                      |    |    |    |    |    |    |    |    |    |    |    |    |    |    |    |    |

Unicode的注音符號照顧了臺語方音符號，但早在1932年已公佈的閏音符號卻沒有收錄。這導致其他漢語語言的使用者，無法以電腦直接處理其語言的注音。好像粵語注音符號中使用到的好些符號，都無法電腦編碼化錄入，反而有個別發音相同的臺灣方音符號卻遲來先上岸。有些民間使用者只好借臺語方音符號來代替Unicode缺收的閏音符號，例如借用〈ㆲ〉來表示，借用〈ㆰ〉來表示。有時其他漢語語言的使用者還要借用其他形近符號，來標示該漢語語言的注音。例如得借用形似的日語片假名〈ハ〉，更要借用形似的貨幣符號〈￥〉。直至2020年公佈的Unicode 13.0版，才收進粵語注音符號。而閩東語注音符號、蘇州注音符號等，至今仍未收進Unicode中。
Unicode 3.0也在占位修飾符號區段裏加上了 U+02EA（˪，陰去聲）和U+02EB（˫，陽去聲）字元。由Unicode6.0起，它們被視為注音符號字元。
| 注音標音符號 占位修飾符號 |          |              |                    |
| 音調                      | 標音符號 | Unicode 碼位 | 備註               |
| 陰平                      | ˉ        | U+02C9       | 通常不標           |
| 陽平                      | ˊ        | U+02CA       |                    |
| 上聲                      | ˇ        | U+02C7       |                    |
| 去聲                      | ˋ        | U+02CB       |                    |
| 輕聲                      | ˙        | U+02D9       |                    |
| 陰去聲                    | ˪        | U+02EA       | 閩南語及客家語專用 |
| 陽去聲                    | ˫        | U+02EB       | 閩南語及客家語專用 |

### 鍵盤及輸入法

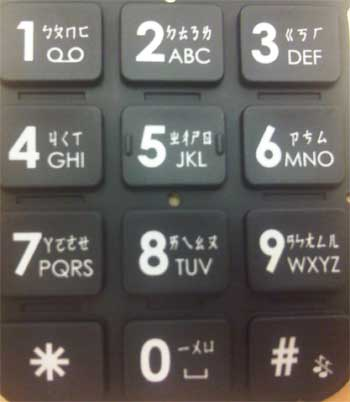
臺灣傳統鍵盤式行動電話上附有注音的數字鍵盤

注音符號的電腦鍵盤排列共分為大千式、倚天式、精業式、IBM式等。當中大千式在Microsoft Windows稱為標準式，是台灣使用最廣的排列方式。而行動電話另採另外的編排法，大致是將注音依序分散各鍵，因各家而異故無一定標準。
台灣市面上的鍵盤多數為大千式。其特點是直接將注音符號表放在鍵盤上，由上至下、由左而右把注音符號依序排列。由於注音符號一定按照「聲母→介母→韻母」的順序出現，注音符號表也有如此的順序。故使用大千式鍵盤時，一定是從左邊向右邊輸入（除聲調外）。另外，初學者學習的時候，也比較有跡可循找到注音的位置，不需要大海撈針。

大千式鍵盤排列方法

### 排版
注音符号与汉字相似，可以以横排或直排形式出现，中国大陆使用横排，台湾使用直排。注音符号一般标注在对应汉字的临近位置以标示该汉字的声音，也可单独在内文出现，例如没有通用汉字可以表示该音节的时候。在HTML语言内，注音汉字的功能通过 <ruby> 实现。
注音“一”（/i/）于横排时写作一竖，竖排时写作一横，需要字体功能支援方可实现。现代由于排版习惯和需求更动，台湾在数字化时代后只常见一横的形式。
台湾保留使用直排书写，注音符号标注在汉字右方从上至下书写；音调标注于韵尾之右方。由于西式排版系统的普遍化，台湾也开始使用横排内文，此时注音符号标注在汉字上方从左至右书写；音调标注于韵尾的上方。日常使用时受限于软件功能，一般民众如果是在内文使用注音符号，会把音调标注于韵尾的右方，视为单独的字符。台湾依据竖排排注音“一”的习惯，允许横排时使用一横的形式。
中国大陆在汉字简化时改用横排，注音符号标注在汉字上方从左至右书写。音调标注于韵尾的上方；这时的音调功用更接近于组合附加符号。注音“一”使用的是横排一竖的形态，在GB/T 2312-1980，GB18030和《新华字典》等中国大陆出版的辞典可见其形。
預設情况下，注音符号的排版方向是依据书写方向而定，和汉字相同。例如在竖排时声母、介音、韵母、韵尾是依照顺序从上至下排序（例如粵語注音符號）。在一些注式过长的注音符号系统内（例如臺灣方音符號）会制定特例，将小号的辅音韵尾标注在书写方向的外面以确保注式长度保持在三个字符以内以方便注音汉字。目前多数排版系统并不支援将小号辅音韵尾放置在行外的注音排版方式。

## 註解
1. ↑  今中國大陸改音ㄎㄨㄞˋ。
2. ↑  今中國大陸改音
3. ↑  前接n或l時寫為ü；其余情况寫為u。
4. ↑  單用為ê，前接i或ü時寫為e。
5. ↑  在漢語中認定硬腭音和龈腭音有差異，故有提案使用[ȵ]，但未獲國際語音學學會接受。也有使用多個符號組合成[n̠ʲ]。
6. ↑  兩字讀做單音節「ㄕㄚㆬ」，即shām，ㄢ被拆為ㄚㄋ，ㄋ被ㆬ取代

## 外部連結
- 國語注音符號手冊 （页面存档备份，存于）
- 注音符號 （页面存档备份，存于）的Unicode參考字型（PDF格式）
- 朱網頁：Unicode注音符號解說 （页面存档备份，存于）
- 朱網頁：Unicode注音符號擴充解說 （页面存档备份，存于）
- 字谈字畅 054：ㄨㄛˇ ㄞˋ ㄓㄨˋ ㄧㄣ（我愛注音） （页面存档备份，存于）
- 中文羅馬化轉換器 （页面存档备份，存于） - 在漢語拼音、威妥瑪拼音、國語羅馬字及其他羅馬化系統之間的轉換
- 注音->IPA （页面存档备份，存于） 注音符號與國際音標（IPA）的對照表（部分有誤。）
- 注音符號與漢語拼音互換器 （页面存档备份，存于）
- 注音符號音節列表，附漢語拼音對照 （页面存档备份，存于）
- 通用拼音、漢語拼音、注音比較 （页面存档备份，存于）
- 漢語拼音與注音符號基本規則對照表 （页面存档备份，存于）
- 注音轉換工具 （页面存档备份，存于） - 各種注音方式之間的轉換
- 在統一碼中的注音符號解說 （页面存档备份，存于）